# Vert rapide 8
Le vert rapide 8 ou tris(1,2-naphthoquinone 1-oximato-O,O')ferrate(1-) de sodium  est un colorant vert utilisé dans les cosmétiques sous le code CI 10006

## Utilisation
Colorant cosmétique.

## Réglementation
Autorisé depuis 1992, inscrit à l'annexe IV/1 de la directive européenne 76/768/EEC, son usage est restreint à des produits cosmétiques n'entrant qu'en contact bref avec la peau. Son utilisation est interdite pour tout usage alimentaire et usage cosmétique donnant lieu à une exposition cutanée prolongée.